# 한민지
한민지(1989년 10월 9일 ~ )는 대한민국의 레이싱 모델이자 카레이서이다.

## 경력
- 2010년 서울국제사진영상기재자전 삼성부스 모델
- 2010년 남성의류모델 '블랙몽키' 대표
- 2012년 부산국제모터쇼 미니 모델
- 2013년 서울국제모터쇼 미니 모델
- 2013년 한국타이어 전속 모델
- 2015년 한국레이싱모델 어워즈

## 활동
- 2015년 프로카레이서

## 수상
- 2016년 코리아스피드 페스티벌 벨로스터 터보 마스터즈 3라운드 3위